# 슈퍼맨 강보상
"슈퍼맨 강보상"은 2013년에 개봉한 대한민국의 영화이다.

## 주연
- 이필모: 강보상 역
- 정운택: 염재희 역
- 채민서: 백홍주 역

## 조연
- 하시은: 임춘희 역
- 고인범: 박노준 역
- 지대한: 김대한 역
- 이승현: 김만구 역
- 박노식: 계장 역
- 박용기: 김기호 역
- 윤봉길
- 이규호: 경호원 2 역